# Trichoniscus raitchevi
Trichoniscus raitchevi là một loài chân đều trong họ Trichoniscidae. Loài này được Andreev & Tabacaru miêu tả khoa học năm 1972.